# Ranops caprivi
Ranops caprivi är en spindelart som beskrevs av Rudy Jocqué 1991. Ranops caprivi ingår i släktet Ranops och familjen Zodariidae. Inga underarter finns listade i Catalogue of Life.